# ギー・パルムラン
ギー・パルムラン（仏: Guy Parmelin、1959年11月9日 - ）は、スイスの政治家。スイス国民党所属。2021年度の連邦大統領、2020年度の連邦副大統領を務めており、2025年度には再び連邦副大統領を務める。
ビュルサン出身。もともとワイン農家で、2003年に国民議会議員に初当選した。2015年に連邦議会から連邦参事会参事に選任された。

## 連邦参事会

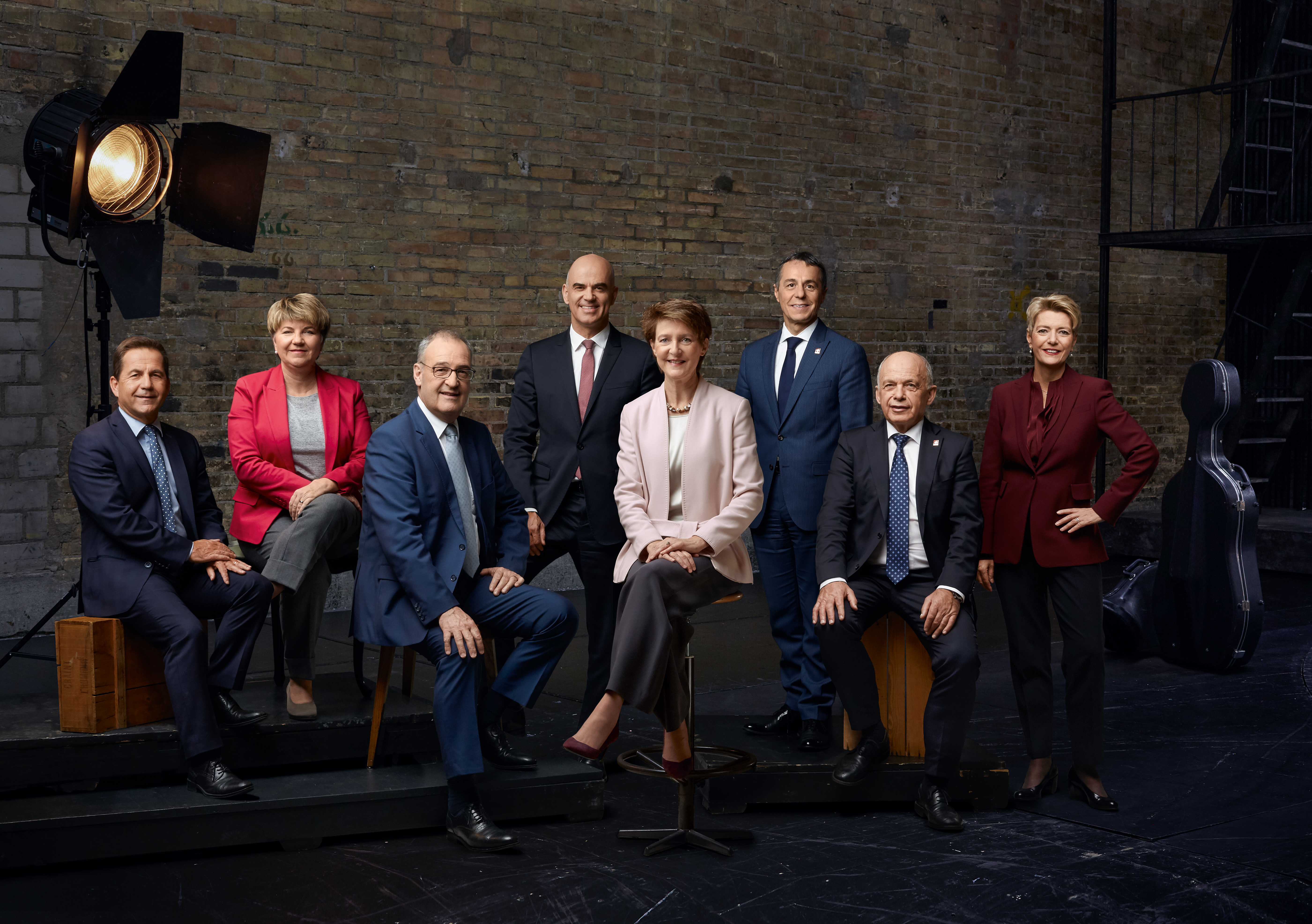
連邦参事会のメンバー7人と連邦事務総長（2019年12月10日）。左からヴァルター・トゥルンヘア連邦事務総長、ヴィオラ・アムヘルト、パルムラン、アラン・ベルセ、シモネッタ・ソマルーガ、イニャツィオ・カシス、ウエリ・マウラー、カリン・ケラー・ズッター。

スイス国民党が29%の得票率を記録して大勝した2015年の総選挙後、連邦参事会参事のエフェリーネ・ヴィドマー＝シュルンプフは次の参事選に立候補しない意向を表明した。ヴィドマー＝シュルンプフは参事に選出された直後、国民党から除名され、保守民主党を立ち上げていた。
国民党はヴィドマー＝シュルンプフの後任として3名を推薦したが、このうちパルムランが最終的に選ばれた。フランス語圏出身の国民党員が参事に選出されたのは初めてである。パルムランは、財務相に横滑りしたウエリ・マウラーの後任の防衛・国民保護・スポーツ相に就任した。
2019年12月10日、スイス連邦議会において、2020年度の連邦参事会副議長（連邦副大統領）に183票中168票の賛成票を得て選出された。2020年12月9日には連邦議会において2021年度議長（連邦大統領）に202票中188票の賛成を得て当選した。2024年12月11日には自身2度目となる連邦副大統領（2025年度）に選出された（219票中196票）。